# 피레네산양
피레네산양 또는 피레네샤무아(Pyrenean chamois, 학명: Rupicapra pyrenaica)는 소과 영양아과에 속하는 포유류의 일종이다. 피레네산맥과 칸타브리아산맥, 아펜니노산맥 등에서 서식한다. 샤무아속에 속하는 2종 중의 하나이며, 나머지 종은 알프스산양이다. 꼬리는 80cm까지 자라며, 몸의 털 색깔은 여름에 붉은 갈색에서 겨울에 눈 주위의 검은 반점과 함께 검은색 또는 갈색으로 변한다. 암컷과 수컷 모두 뒷쪽으로 휘어져 나는 뿔이 있으며, 약 20cm까지 자란다. 발을 단단히 딛고서며 재빠르고 고도 3000m까지의 지역에서 발견된다. 다른 샤무아 종들처럼, 섀미 가죽을 얻기 위한 과도한 사냥으로 특히 1940년대에 멸종 위기를 겪었다. 이제는 개체수가 회복되었으며, 2002년 기준 약 25,000여 마리가 서식하는 것으로 추정하고 있다.(Pérez et al., 2002)

## 아종
- 피레네산양 (R. pa. pyrenaica - 피레네샤무아
- 칸타브리아샤무아 (R. p. parva) - 스페인
- 아펜니노샤무아 (R. p. ornata) - 이탈리아 중부 및 남부

## 사진

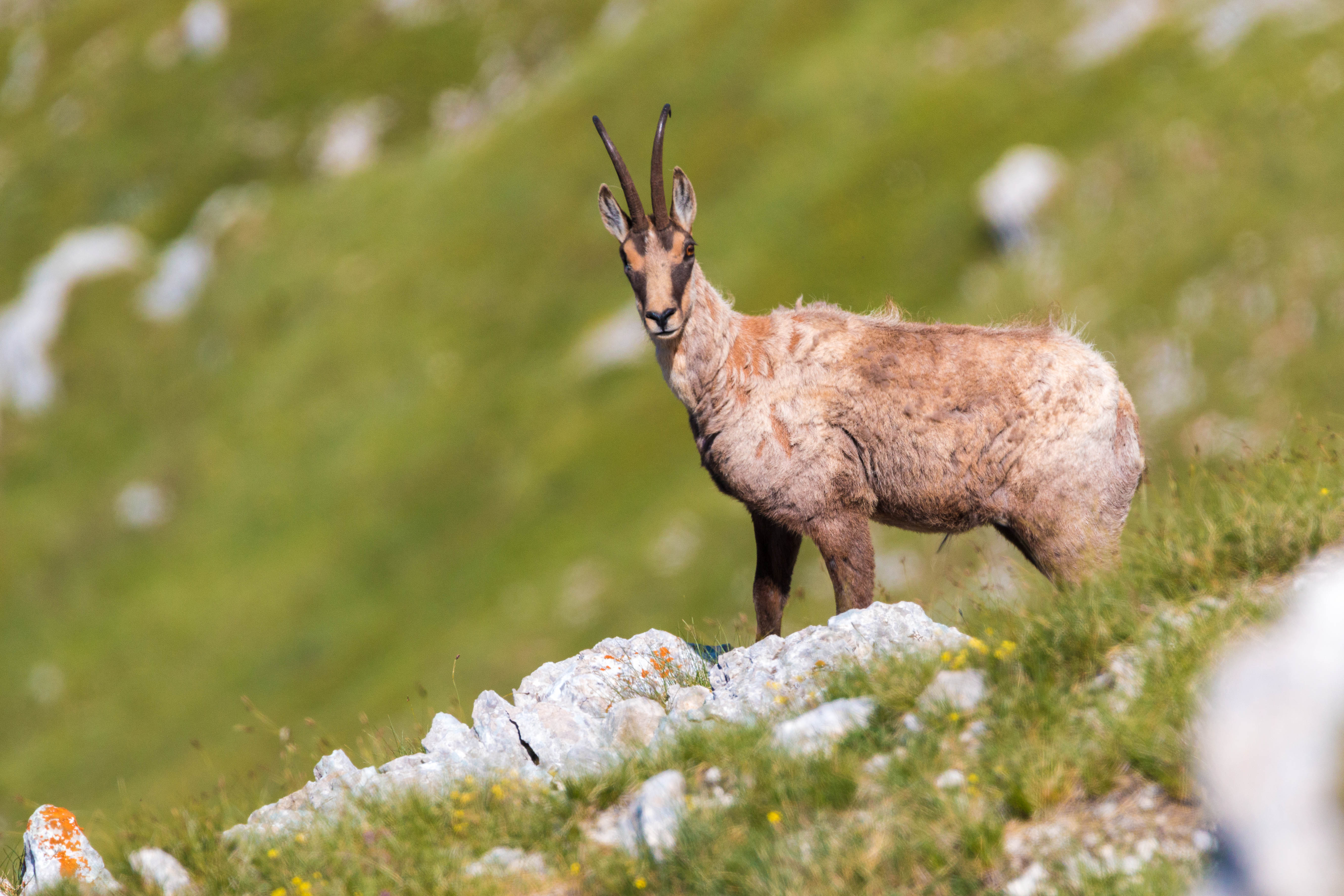
Rupicapra pyrenaica ornata
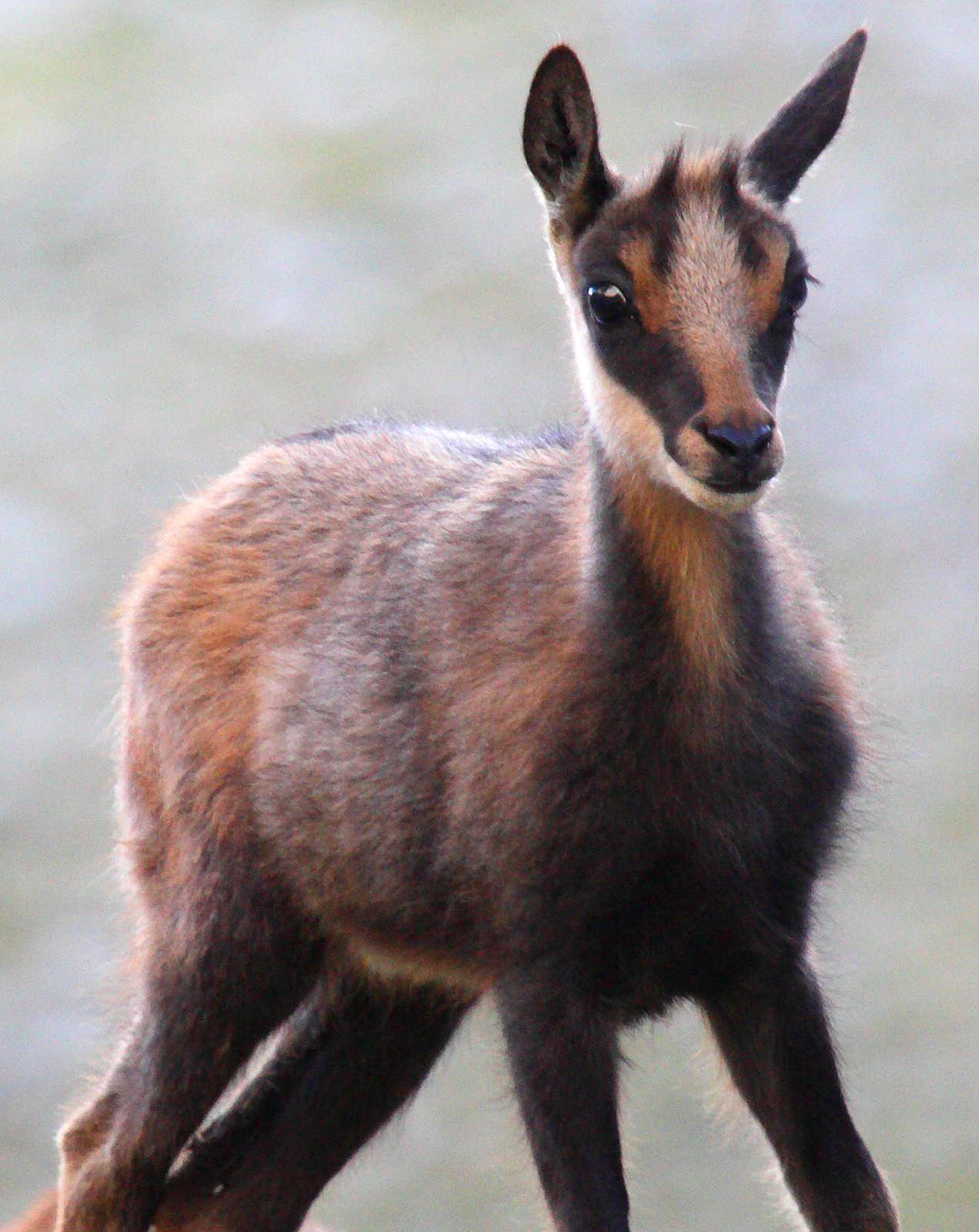
R. p. parva